# Дім і хазяїн
«Дім і хазяїн» (рос. Дом и хозяин) — радянський художній фільм 1967 року, знятий на кіностудії «Мосфільм».

## Сюжет
У Єгора Байнєва (Іван Лапиков), який повернувся з війни з німецького полону, одне прагнення, одне бажання — працювати на землі, жити в сім'ї, виховувати дітей. Він йде працювати в поле, не шукаючи легкого заробітку. Працює на совість, ревно, вперто і, коли приїжджає отримувати хліб, у відомості обліковця трудоднів значиться більше шестисот. Але отримує за цю працю Єгор всього лише мішок зерна. Ось тут і переломлюється розповідь. Тут починається розповідь не про солдатів, які повернулися, а про цю людину, Єгора Байнєва. Єгор — селянин за покликанням, сім'янин. Але в пошуках заробітку він розлучається і з землею, і з сім'єю. Обидва розставання важкі йому, навіть важко зрозуміти, що більше. Він працює на залізниці, потім їде на лісозаготівлю, а потім — море і траловий флот. Працює так само добре і старанно, як працював би в колгоспі. Як і раніше прагне додому, але залишається — нові турботи, нові витрати, нові мрії. І поступово стає все тоншою, дедалі слабкішою ниточка, яка пов'язує його з сім'єю і з селом. Залишилися тільки листи та перекази, які він акуратно посилає…

## У ролях
- Іван Лапиков — Єгор Байнєв
- Олександра Соловйова — Анна Байнєва, дружина Єгора
- Стефанія Станюта — мати Єгора
- Борис Новиков — Льошка
- Євген Шутов — Прохор, голова колгоспу
- Петро Любешкін — Федір Батров
- Валентина Ананьїна — Настя
- Валентин Брилєєв — епізод
- Євген Бикадоров — лісоруб
- Павло Волков — бухгалтер
- Валентина Малишева — Віра Байнєва, дочка
- Василь Курс — Петя Байнєв, син
- Олександр Гречаний — бригадир рибалок
- Микола Корноухов — лісоруб
- Михайло Майоров — Агєєв, начальник лісдільниці
- Наталія Медведєва — Зіна
- Тамара Солодникова — епізод
- Юрій Саранцев — моряк
- Іраїда Солдатова — офіціантка в ресторані
- Віра Титова — Маша, дружина моряка
- Олександр Шорохов — епізод
- Кіра Жаркова — епізод
- Володимир Ліппарт — лісоруб
- Валентин Голубенко — лісоруб
- Юрій Кірєєв — епізод

## Знімальна група
- Режисер — Будимир Метальников
- Сценарист — Будимир Метальников
- Оператор — Олександр Харитонов
- Композитор — Альфред Шнітке
- Художник — Георгій Колганов